# CIMR (satellite)
Pour la caisse de retraite, voir Caisse interprofessionnelle marocaine de retraites.
Sentinel-11 ou CIMR (acronyme de Copernicus Imaging Microwave Radiometer) est un satellite d'observation de la Terre de l'Agence spatiale européenne développé dans le cadre du programme Copernicus de l'Union Européenne.  L'instrument principal de CIMR  est un radiomètre micro-ondes à fauchée large qui collectera la température de la surface des océans, la concentration en glace de mer des océans et la salinité des eaux de surface ainsi que de nombreux autres paramètres portant sur les glaces des mers. La mission répond à de nombreux besoins hautement prioritaires des communautés d'utilisateurs de l'océan Arctique. Deux exemplaires de ce satellite doivent être placés sur une orbite héliosynchrone vers 2028.

## Historique
L'Océan Arctique constitue à la fois un environnement particulièrement fragile face à l'évolution climatique et fournit des données clés sur le changement climatique. Le 27 avril 2016 les représentants de la Commission européenne et les représentants des Affaires étrangères et de la politique de sécurité des pays européens ont proposé au conseil européen de définir une stratégie européenne unifiée pour cette région. Le suivi des actions envisagées doivent s'appuyer sur des données fournies par une nouvelle série de satellite CIMR (Copernicus Imaging Microwave Radiometer) développées pour répondre à ces besoins.
La mission CIMR fait partie de la  deuxième génération de satellites Sentinel du programme Copernicus de l'Union Européenne dont la phase de spécifications a débuté au début des années 2020 pour répondre à la fois à des besoins non satisfaits par les satellites déjà déployés ou en cours de déploiement et pour accroitre les capacités du segment spatial du programme. Le développement du satellite est co-financé par l'Union Européenne et l'Agence spatiale européenne maitre d’œuvre du segment spatial. Le développement du satellite a été confié en juillet 2020, dans le cadre d'un contrat de 495 millions €, à l'établissement italien de Thales Alenia Space. L'instrument est fourni par la société allemande OHB. Le lancement définitif du projet doit être confirmé courant 2021.

## Caractéristiques techniques
CIMR est un satellite de 2 000 kg dont 700 kilogramme d'instrumentation et 250 kilogrammes d'ergols destinés aux corrections de l'orbite. Il comprend une plateforme dont les dimensions sont de 2.8 x 2,1 x 5,1  mètres en position repliée et 2,8 m x 6,5 m x 14 mètres en orbite auquel s'ajoute un réflecteur en rotation (7,8 tours par minute) de 8,5 mètres de diamètre fixé au bout d'une perche de 8 mètres de long. Le satellite est stabilisé 3 axes. L'énergie est fournie par deux panneaux solaires orientables qui fournissent 2,6 kilowatts en fin de vie.

## Radiomètre à micro-ondes
L'instrument principal du satellite CIMR est un  radiomètre à micro-ondes multifréquence à balayage conique et à large fauchée fonctionnant dans les longueurs d'onde 1,4, 6,9, 10,65, 18,7 et 36,5 GHz. L'instrument doit capitaliser sur le radiomètre MWR embarqué sur Sentinel-3 ainsi que sur des instruments plus anciens. Le radiomètre doit mesurer :
- la température de la mer avec une précision de 0,2 kelvin et une résolution spatiale de 15 km,
- La salinité des eaux en surface avec une précision de 0,3 psu et une résolution spatiale de 55 km,
- La concentration des glaces en mer avec une précision de 5% et une résolution spatiale de 5 km.

## Déroulement de la mission
Jusqu'à trois exemplaires du satellite CIMR doivent être placés sur une orbite héliosynchrone quasi-polaire et circulaire vers 2028 par une fusée Vega-C. L'altitude est de 817 kilomètres et l'inclinaison orbitale est de 98,7° avec un cycle "crépusculaire" avec un survol au lever et au coucher du Soleil (6h/18h). Le cycle orbital est de 29 jours (intervalle de temps entre deux survols du même point dans la même direction). L'orbite retenue est synchronisée avec celle du satellite météorologique européen MetOp-SG B1 et permet le survol à fréquence au moins quotidienne des régions polaires et des zones voisines,,.